# Fredrik Høgaas
Fredrik Høgaas (Steinkjer, 18 febbraio 1985) è un ex giocatore di calcio a 5 ed ex calciatore norvegese, centrocampista del Byneset.

## Carriera

### Calcio

#### Club
Høgaas ha iniziato la carriera con la maglia dello Steinkjer. È rimasto in squadra fino al 2008. Nel 2009 è infatti passato al Ranheim, ma nell'agosto dello stesso anno è tornato allo Steinkjer con la formula del prestito. Nel 2010 è stato in forza al Nardo.
Proprio al Nardo ha subito un infortunio che gli ha di fatto terminato la carriera. Il 13 febbraio 2017 è tornato in attività, firmando per il Byneset.

### Calcio a 5

#### Nazionale
Høgaas ha giocato per la Nazionale di calcio a 5 della Norvegia. Ha esordito in squadra il 30 marzo 2010, nella vittoria per 1-2 contro l'Irlanda, in una partita disputatasi a Tallaght.